# 15 Leonis
15 Leonis, eller f Leonis, är en vit underjätte i stjärnbilden Lejonet.
15 Leonis har visuell magnitud +5,62 och dynlig för blotta ögat vid god seeing. Den befinner sig på ett avstånd av ungefär 160 ljusår.